# Fiebre amarilla (película)
Fiebre amarilla es una película de Argentina filmada en Eastmancolor dirigida por Javier Torre según su adaptación en colaboración con María Elena Marelli de Torre del guion de Leopoldo Torre Nilsson y Beatriz Guido que se estrenó el 18 de marzo de 1982 y que tuvo como protagonistas a Graciela Borges, José Wilker, Dora Baret y Sandra Mihanovich.

## Sinopsis
Durante la epidemia de fiebre amarilla de 1870 un fugitivo entra en el caserón donde se habían encerrado tres mujeres.

## Reparto
- Graciela Borges …Inés
- José Wilker …Rodrigo
- Dora Baret …Herminda
- Sandra Mihanovich …Clara
- Carlos Muñoz …Dr. Amadeo Vélez
- Nathán Pinzón …Escribano Miranda
- Jorge Petraglia …Ciego
- Sara Vinocour
- Fernando Iglesias
- José Luis Membrives
- Osvaldo Santoro
- Alicia Bruzzo
- Amanda Beitía
- Daniel Zakai
- Ricardo Jordán
- Andrés Sánchez
- Isidro Valdez
- Ricardo Pilis
- Osvaldo de la Vega
- Manuel Escobar
- Jorge Keny

## Comentarios
Armando Rapallo en Clarín dijo:

«Las excelentes técnicas –iluminación, partitura musical, sonido- superan ciertas desigualdades del guion y la desdibujada prestación actoral.»

Convicción dijo:

«Ejercicio cinematográfico que tuvo que ser estrenado.»

La Razón opinó:

«No puede negarse el profesionalismo notable en su realización.»

Manrupe y Portela escriben:

«Un proyecto de Torre Nilsson concretado por su hijo con buena producción, reparto internacional y el peor de los resultados artísticos, en uno de los mayores fiascos de la historia.»